# 馬西納 (馬里)
13°57′40″N 5°21′30″W / 13.96111°N 5.35833°W

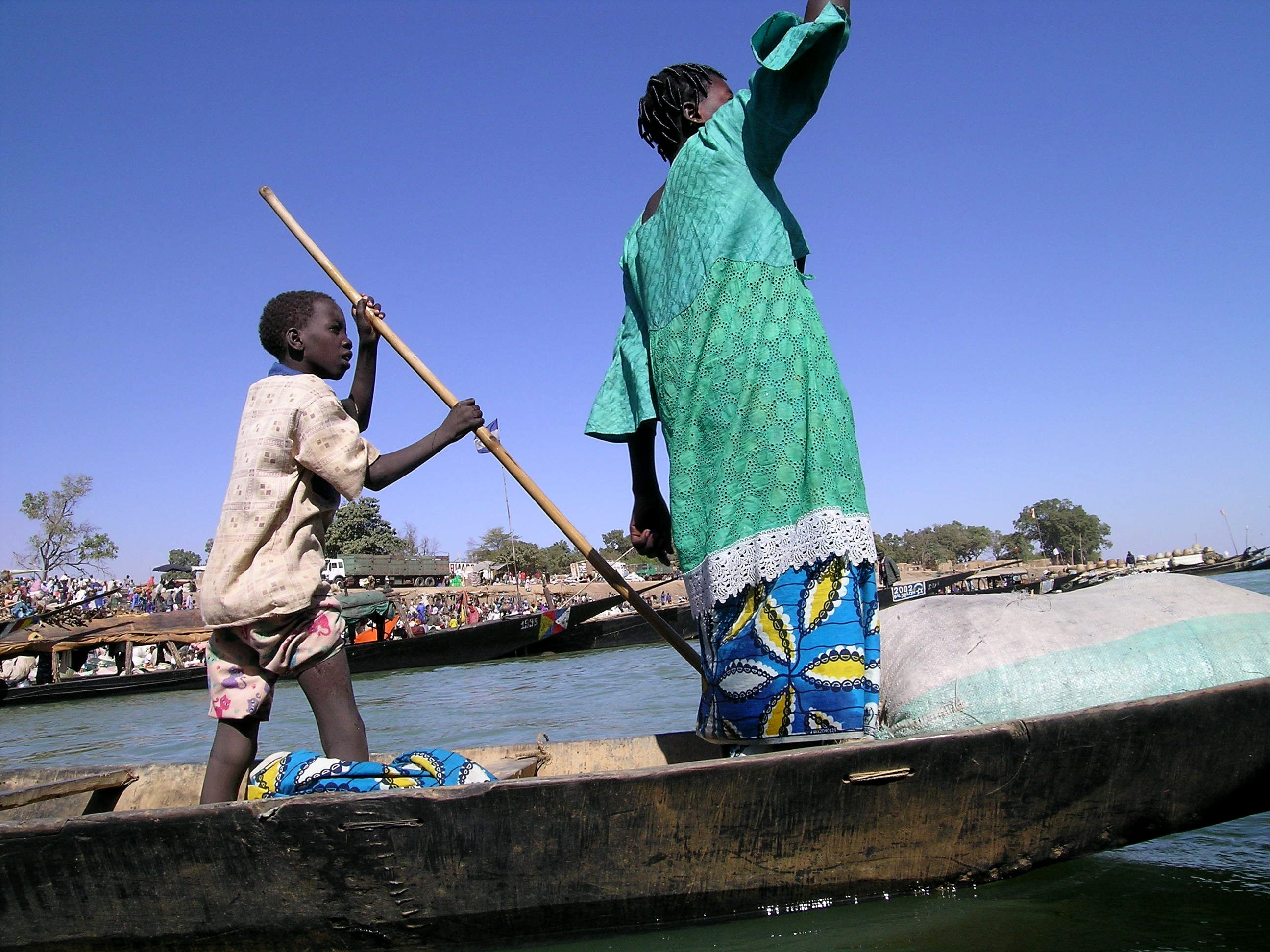
駛出馬西納港口的船隻

馬西納（法語：Macina）是馬利共和國的城鎮，位於該國中部，由塞古區負責管轄，是馬西納省的首府，面積1,100平方公里，海拔高度274米，2009年人口36,170，人口密度每平方公里33人。